# Романюк, Анатолий Степанович
Анатолий Степанович Романюк (7 июня 1960) — советский борец греко-римского стиля, победитель и призёр чемпионатов СССР, обладатель Кубка мира.

## Биография
В ноябре 1982 года на Кубке мира в Будапеште в команде занял 6 место, а в команде одержал победу. В июле 1983 года в Москве стал серебряным призёром чемпионата СССР, уступив в финале Бенуру Пашаяну. В январе 1987 года в Омске выиграл чемпионат Советского Союза, одолев в финале Владимира Остроумова. В ноябре 1987 года американском Олбани стал победителем Кубка мира как в личном, так и в командном зачёте. В январе 1988 года в Тбилиси стал бронзовым призёром чемпионата страны. В июне 1991 года в Запорожье Чемпионат СССР в финале уступил Александру Игнатенко и завоевал серебряную медаль.

## Спортивные результаты
- Кубок мира по греко-римской борьбе 1982 — 6;
- Кубок мира по греко-римской борьбе 1982 (команда) — ;
- Чемпионат СССР по классической борьбе 1983 —
- Чемпионат СССР по классической борьбе 1987 — ;
- Кубок мира по греко-римской борьбе 1987 — ;
- Кубок мира по греко-римской борьбе 1987 (команда) — ;
- Чемпионат СССР по классической борьбе 1988 — ;
- Чемпионат СССР по классической борьбе 1991 — ;